# The Sea Gull
The Sea Gull is een Brits-Amerikaanse dramafilm uit 1968 onder regie van Sidney Lumet. Het scenario is gebaseerd op het gelijknamige toneelstuk uit 1896 van de Russische auteur Anton Tsjechov.

## Verhaal
De actrice Arkadina is samen met de auteur Trigorin en haar zoon Konstantin Trepljov aangekomen op een landhuis op het Russische platteland. Ze zal er haar broer Sorin bezoeken. Konstantin is gecharmeerd door Nina, de dochter van de huisbaas. Zij voelt zich echter meer aangetrokken tot Trigorin.

## Rolverdeling
| Acteur           | Personage           |
| ---------------- | ------------------- |
| James Mason      | Trigorin            |
| Vanessa Redgrave | Nina                |
| Simone Signoret  | Arkadina            |
| David Warner     | Konstantin Trepljov |
| Harry Andrews    | Sorin               |
| Denholm Elliott  | Dorn                |
| Eileen Herlie    | Polina              |
| Alfred Lynch     | Medvedenko          |
| Ronald Radd      | Sjamrajev           |
| Kathleen Widdoes | Masja               |